# Neera (escritora)
Neera, pseudónimo literario de Anna Maria Zuccari, cuyo apellido de casada es Radius (Milán, 7 de mayo de 1846 – Milán, 19 de julio de 1918), fue una escritora italiana.

## Biografía
Proveniente de una familia burguesa (su padre era Fermo, arquitecto de cierta fama, y su madre, Maddalena Manusardi, falleció cuando Anna Maria tenía diez años), al terminar sus estudios elementales, siguió viviendo en la casa paterna hasta la muerte de su padre en 1869. Ello la obligó a mudarse a la ciudad de Caravaggio, donde viviría con dos tías solteras en una situación económica precaria; en 1871 se casó con el banquero Emilio Radius, con quien tuvo dos hijos, Adolfo (al que le dedicó Il libro di mio figlio (El libro de mi hijo), que se convirtió en ingeniero, y María, quien se casó con el editor y periodista Guido Martinelli en 1898 .

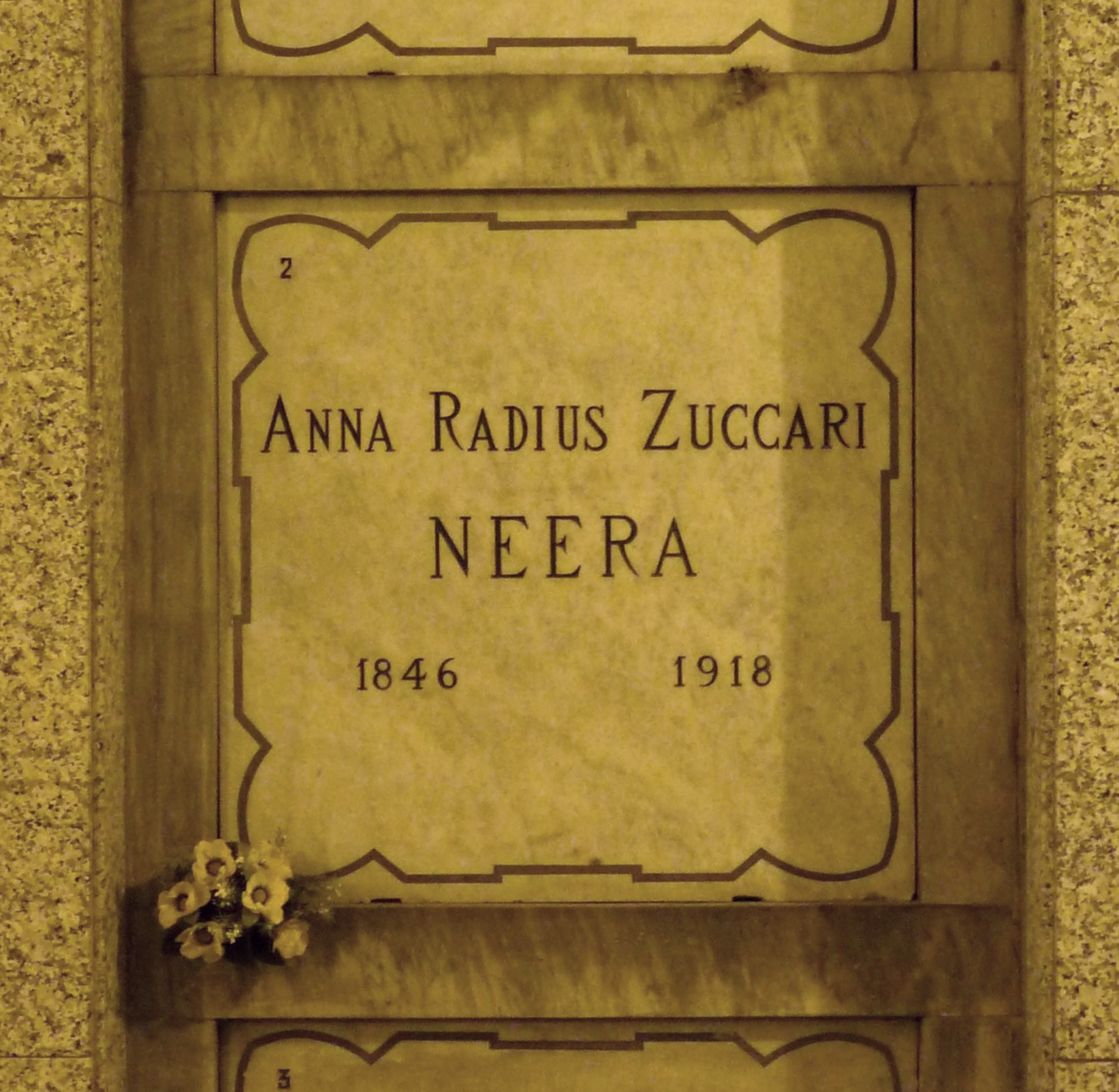
La tumba de Neera en el Cementerio Monumental de Milán

Una vez tuvo una seguridad económica y restablecida en Milán, pudo frecuentar el ambiente literario de la ciudad, donde debutó en 1875 como escritora de cuentos, que fueron publicados en importantes revistas de la época - como Il Pungolo, L'illustration italiana, Il Marzocco, il Giornale delle Donne -, pudo viajar y conocer a autores como Verga y Capuana, exponentes de la corriente literaria verista, a la que ella se adhirió. En 1890 fue una de las fundadoras de la revista Vita intima, que dejó de publicarse al año siguiente. En sus últimos años, Neera probablemente sufrió un tumor que le impidió escribir, falleciendo de él en 1918; sin embargo, logró dictar sus memorias, Una giovinezza del secolo XIX (Una juventud en el siglo XIX), publicadas póstumamente en 1919.
Fue una escritora prolífica y exitosa. En su obra de ficción, predomina como tema dominante el análisis de la condición femenina -de la que acepta un rol socialmente subordinado - limitándose a reivindicar las razones del corazón femenino y la sensibilidad frente a la mediocridad de realidad cotidiana, en la que las protagonistas de sus novelas acaban recayendo.
Tiene dedicada a su nombre una calle de la ciudad de Milán.

## Los autores de la literatura italiana
Anna Maria Zuccari, como una de las escritoras clave en la historia de la literatura italiana del siglo XIX, figura en Los autores de la literatura italiana 

## Obras
- Un romanzo, Milano 1877
- Addio!, Milano 1877
- Vecchie catene, Milano 1878
- Novelle gaje, Milano 1879
- Un nido, Milano 1880
- Iride, Milano 1881
- Allodola mattutina, Milano 1881
- La prima lettera d'amore, Milano 1881
- Il castigo, Milano 1881
- La regaldina, Milano 1884
- Il marito dell'amica, Milano 1885
- Maura, Milano 1886
- Teresa, Milano 1886
- Lydia, Milano 1888
- L'indomani, Milano 1889
- Il libro di mio figlio, Milano 1891
- Senio, Milano 1892
- Nel sogno, Milano 1893
- Voci della notte, Napoli 1893
- La freccia del parto, ed altre novelle, Milano 1894
- Anima sola, Milano 1895
- L'amor platonico, Napoli 1897
- L'amuleto, Milano 1897
- Fotografie matrimoniali, Catania 1898
- Poesie, Milano 1898
- Battaglie per un'idea, Milano 1898
- Il secolo galante, Firenze 1900
- La vecchia casa, Milano 1900
- La villa incantata, Livorno 1901
- Uomini, uomini, donne, donne, Firenze 1903
- Una passione, Milano 1903
- Le idee di una donna, Milano 1904
- Conchiglie, Roma 1905
- Il romanzo della fortuna, Milano 1906
- Crevalcore, Milano: 1907
- Il canzoniere della nonna, Milano 1908
- La conoscenza del fanciullo, Roma 1908
- Memorie autobiografiche, Firenze 1909
- Duello d'anime, Milano 1911
- La sottana del diavolo, Milano 1912
- Rogo d'amore, Milano 1914
- Crepuscoli di libertà, Milano 1917
- Una giovinezza del secolo XIX, Milano 1919
- Poesie: edizione postuma per gli amici, Milano 1919
- Profili, impressioni e ricordi, Milano 1919
- Fiori, Firenze 1921

- Un romanzo, Milano 1877
- Addio!, Milano 1877
- Vecchie catene, Milano 1878
- Novelle gaje, Milano 1879
- Un nido, Milano 1880
- Iride, Milano 1881
- Allodola mattutina, Milano 1881
- La prima lettera d'amore, Milano 1881
- Il castigo, Milano 1881
- La regaldina, Milano 1884
- Il marito dell'amica, Milano 1885
- Maura, Milano 1886
- Teresa, Milano 1886
- Lydia, Milano 1888
- L'indomani, Milano 1889
- Il libro di mio figlio, Milano 1891
- Senio, Milano 1892
- Nel sogno, Milano 1893
- Voci della notte, Napoli 1893
- La freccia del parto, ed altre novelle, Milano 1894
- Anima sola, Milano 1895
- L'amor platonico, Napoli 1897
- L'amuleto, Milano 1897
- Fotografie matrimoniali, Catania 1898
- Poesie, Milano 1898
- Battaglie per un'idea, Milano 1898
- Il secolo galante, Firenze 1900
- La vecchia casa, Milano 1900
- La villa incantata, Livorno 1901
- Uomini, uomini, donne, donne, Firenze 1903
- Una passione, Milano 1903
- Le idee di una donna, Milano 1904
- Conchiglie, Roma 1905
- Il romanzo della fortuna, Milano 1906
- Crevalcore, Milano: 1907
- Il canzoniere della nonna, Milano 1908
- La conoscenza del fanciullo, Roma 1908
- Memorie autobiografiche, Firenze 1909
- Duello d'anime, Milano 1911
- La sottana del diavolo, Milano 1912
- Rogo d'amore, Milano 1914
- Crepuscoli di libertà, Milano 1917
- Una giovinezza del secolo XIX, Milano 1919
- Poesie: edizione postuma per gli amici, Milano 1919
- Profili, impressioni e ricordi, Milano 1919
- Fiori, Firenze 1921